# Гаперон
Гаперон (фр. Gaperon) — французский полумягкий сыр из коровьего молока с белой пенициллиновой корочкой. Считается визитной карточкой региона Овернь.

## История
Сыр Гаперон производится более 1200 лет. Первоначально он изготавливался из пахты, которая впоследствии была заменена непастеризованным коровьим молоком, а сырные головки вызревали на открытом воздухе. Их подвешивали на сельских кухнях недалеко от очага или в кладовой. Количество головок этого сыра, развешанных на кухне, считалось показателем благосостояния семьи и богатства приданого дочерей фермера.

## Изготовление
Сыр Гаперон производится артельным способом на нескольких фермах в регионе Овернь. Для изготовления сыра используется непастеризованное коровье молоко. После приготовления сырной массы в неё добавляется розовый чеснок и перец. Сыр выдерживается в течение периода от 4 недель до двух месяцев, во время сушки подвешивается на ремнях.

## Описание
Головки сыра имеют форму приплюснутого шара или купола диаметром 8—9 сантиметров, высотой 6—9 сантиметров и весом от 300 до 500 грамм. Головка покрыта сухой и жёсткой коркой с налётом натуральной белой плесени. Под коркой находится плотная, упругая и эластичная мякоть с вкраплениями чеснока и перца. Цвет мякоти в зависимости от сезона может варьироваться от цвета слоновой кости до бледно-жёлтого. Мякоть отличается низким содержанием жира.
Сыр обладает насыщенным, терпким вкусом с нотками чеснока и перца, а также ароматом дыма. Употребляется как в составе местных блюд, так и в качестве самостоятельного блюда, хорошо сочетается со свежеиспеченным хлебом и крепкими красными винами, в частности винами долины Роны.